# Souad Abderrahim

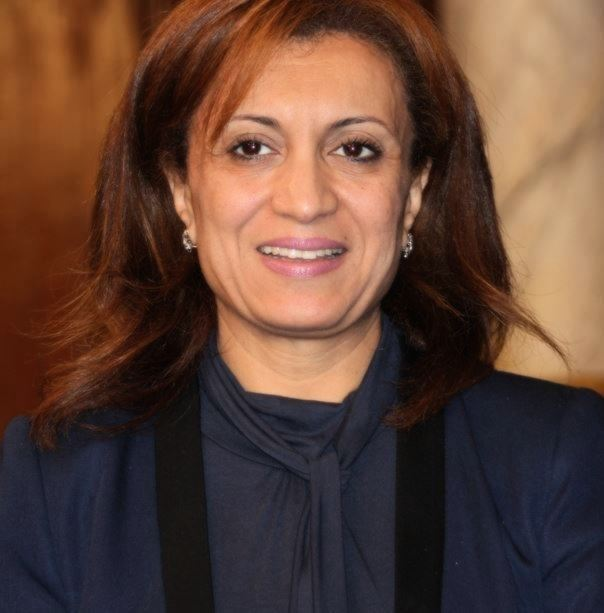
Souad Abderrahim (2011)

Souad Abderrahim (arabisch سعاد عبد الرحيم, DMG Suʿād ʿAbd ar-Raḥīm, * 16. Dezember 1964 in Sfax) ist eine tunesische Managerin und Politikerin. Sie ist Vorstandsmitglied der Partei Ennahdha und wurde 2018 zur Bürgermeisterin von Tunis gewählt. 

## Leben
Geboren 1964 in der Mittelmeer-Hafenstadt Sfax und aufgewachsen in Métouia, studierte sie nach ihrem Abitur 1983 Pharmazeutik in Monastir. Dort wurde Abderrahim in den wissenschaftlichen Beirat ihrer Universität gewählt und war Mitglied im Vorstand  der islamischen Studentenorganisation UGET. Im Zusammenhang mit einem Konflikt zwischen linken und islamischen Studierenden wurde sie vorübergehend inhaftiert und von der Universität verwiesen; ihren Abschluss konnte sie 1992 an der Universität des Nordens nachholen.
Es folgten 20 Jahre außerhalb des öffentlichen politischen Lebens. Ab 1992 arbeitete Abderrahim als Geschäftsführerin und Direktorin für den Pharmagroßhändler Presta Pharm. Seit dem Ende des autokratischen Regimes und mit der Legalisierung ihrer Partei 2011 engagiert sie sich wieder politisch; bei der Wahl zur Verfassunggebenden Versammlung Tunesiens 2011 trat sie für die Liste Nahda im Wahlkreis Tunis 2 als Spitzenkandidatin an und wurde bis 2014 in die Versammlung gewählt.
Abderrahim ist verheiratet und Mutter von einem Jungen und einem Mädchen. Ihr Ehemann unterstützt sie laut einem Interview von 2011 sowohl im Haushalt als auch im Pharmaziegeschäft, so dass sie sich ihrer politischen Karriere widmen kann.
Bei den Kommunalwahlen in Tunis trat sie im Mai 2018 als unabhängige Kandidatin auf Platz 1 der Ennahdha-Liste an. Die Partei gewann mit 21 von 60 Sitzen eine einfache Mehrheit im Stadtrat. Im zweiten Wahlgang für das Bürgermeisteramt, der von linken Parteien und solchen aus der Mitte des politischen Spektrums boykottiert wurde, setzte sie sich mit 26 zu 22 Stimmen gegen Kamel Idir von der Regierungspartei Nidaa Tounes als Bürgermeisterin durch. Sie ist damit die erste gewählte Bürgermeisterin von Tunis, denn in der jüngeren Vergangenheit wurde das Amt durch den Präsidenten besetzt.

## Politische Positionen
Abderrahim trägt seit ihrer Berufstätigkeit im Geschäftsleben kein Kopftuch und versteht sich als „islamische Feministin“ mit einem gleichwohl konservativen Familienbild. 2011 äußerte sie in einem Radiointerview, unverheiratete Mütter seien eine „Schande für die islamische Gesellschaft“, was in Tunesien, wo täglich vier Kinder außerehelich geboren werden, zu einer Kontroverse führte.
Sie vertritt die Ansicht, dass Islam und Demokratie sich nicht gegenseitig ausschließen, was sie in Tunesien exemplarisch zeigen möchte.
Als Bürgermeisterin von Tunis nennt sie die Entwicklung des Nahverkehrs, eine Lösung des gravierenden Abfallproblems, finanzielle Ausstattung der Schulen sowie eine Verschönerung der städtischen Grünanlagen als Prioritäten. Für jugendliche Straftäter schlägt sie vor, deren Gefängnisstrafe in gemeinnützige Arbeitsstunden umzuwandeln, um sowohl für die Jugendlichen als auch für die Stadt Verbesserungen zu erzielen.